# Palpomyia remmi
Palpomyia remmi är en tvåvingeart som beskrevs av Havelka 1974. Palpomyia remmi ingår i släktet Palpomyia och familjen svidknott. Inga underarter finns listade i Catalogue of Life.